# Tour della nazionale maschile di rugby a 15 del Canada 1993
Dopo l'ottima prestazione ai mondiali del 1991 (eliminata nei quarti di finale), la nazionale canadese di rugby XV viene sovente chiamata per tour in Europa e Oceania.
Nel 1993, il Canada conquista la più storica delle sue vittorie del periodo d'oro, battendo il Galles a Cardiff
| Arbitro: | Owen Doyle |

|                 |           |                            |
| c.p.:           | Marcatori | mete: trasf.: c.p.: Rees 4 |
| Charron, Stuart | mt        |                            |
|                 | tr        | Rees 2                     |
| Neil Jenkins 8  | c.p.      | Rees 4                     |